# Championnat du Nicaragua de football 2010-2011
Navigation
Saison précédente Saison suivante
La Primera División 2010-2011 est la soixante-huitième édition de la première division nicaraguayenne.
Lors de ce tournoi, le Real Estelí FC a conservé son titre de champion du Nicaragua face aux sept meilleurs clubs nicaraguayens.
La saison était divisée en deux tournois, l'Apertura et le Clausura, les deux vainqueurs se sont disputé le titre de champion à la fin de la saison.
Lors du premier tournoi, chacun des huit clubs participant était confronté deux fois aux sept autres équipes. Puis les quatre meilleurs se sont affrontés lors d'une phase finale à la fin de la saison.
Lors du second tournoi, des huit clubs participant était confronté deux fois aux sept autres équipes. Puis les quatre meilleurs se sont affrontés lors d'une phase finale à la fin de la saison.
Seulement une place était qualificative pour la Ligue des champions de la CONCACAF.

## Les 8 clubs participants
| \| Managua : América Managua Deportivo Walter Ferreti Managua FC Managua Xilotepelt FC Deportivo Ocotal Diriangén FC Real Estelí FC Real Madriz \| Localisation des clubs. |
| Managua : América Managua Deportivo Walter Ferreti Managua FC Managua Xilotepelt FC Deportivo Ocotal Diriangén FC Real Estelí FC Real Madriz                               |

| Club                     | Stade                                        | Capacité | Ville    |
| América Managua          | Stade Olympique de l'Indépendance de Managua | 8 000    | Managua  |
| Deportivo Ocotal (en)    | Stade Roy Fernandez Bermuda                  | 3 000    | Ocotal   |
| Diriangén FC             | Stade Cacique Diriangén                      | 7 500    | Diriamba |
| Managua FC (en)          | Stade Olympique de l'Indépendance de Managua | 8 000    | Managua  |
| Real Estelí FC           | Stade de l'Indépendance                      | 4 800    | Estelí   |
| Real Madriz              | Stade Municipal de Somoto                    | 3 000    | Somoto   |
| Deportivo Walter Ferreti | Stade Olympique de l'Indépendance de Managua | 8 000    | Managua  |
| Xilotepelt FC            | Stade Pedro Selva                            | 12 000   | Jinotepe |

## Tournoi Apertura
Le tournoi Apertura se déroule de la même façon que les tournois saisonniers précédents, en trois phases :
- La phase régulière : les quatorze journées de championnat.
- La seconde phase : les six journées de championnat supplémentaire.
- La finale : la confrontation aller-retour entre les deux meilleures équipes.

### Phase régulière
Lors de la phase régulière les huit équipes affrontent à deux reprises les sept autres équipes selon un calendrier tiré aléatoirement.
Les quatre meilleures équipes sont directement qualifiées pour la seconde phase.
Le classement est établi sur le barème de points classique (victoire à 3 points, match nul à 1, défaite à 0).
Le départage final se fait selon les critères suivants :
- Le nombre de points.
- La différence de buts générale.
- Le nombre de buts marqué.

#### Classement
| Rang | Équipe                   | Pts | J  | G | N | P | Bp | Bc | Diff |
| ---- | ------------------------ | --- | -- | - | - | - | -- | -- | ---- |
| 1    | Deportivo Walter Ferreti | 27  | 14 | 8 | 3 | 3 | 26 | 18 | +8   |
| 2    | Diriangén FC             | 26  | 14 | 8 | 2 | 4 | 29 | 17 | +12  |
| 3    | Managua FC (en) (P)      | 26  | 14 | 8 | 2 | 4 | 22 | 15 | +7   |
| 4    | Real Madriz              | 22  | 14 | 6 | 4 | 4 | 16 | 19 | -3   |
| 5    | Real Estelí FC (T)       | 21  | 14 | 6 | 3 | 5 | 13 | 11 | +2   |
| 6    | Xilotepelt FC            | 13  | 14 | 3 | 4 | 7 | 17 | 22 | -5   |
| 7    | Deportivo Ocotal (en)    | 13  | 14 | 3 | 4 | 7 | 17 | 23 | -6   |
| 8    | América Managua          | 7   | 14 | 1 | 4 | 9 | 9  | 24 | -15  |

| Légende : Qualifications et relégations | Légende : Qualifications et relégations                  |
| --------------------------------------- | -------------------------------------------------------- |
|                                         | Qualifié pour la seconde phase                           |
|                                         | (T) : Tenant du titre (P) : Promu de la saison 2009-2010 |

### Seconde phase
Lors de la seconde phase régulière les quatre équipes qualifiées affrontent à deux reprises les trois autres équipes selon un calendrier tiré aléatoirement.
Les deux meilleures équipes sont directement qualifiées pour la finale.
Le classement est établi sur le barème de points classique (victoire à 3 points, match nul à 1, défaite à 0).
Le départage final se fait selon les critères suivants :
- Le nombre de points.
- La différence de buts générale.
- Le nombre de buts marqué.

#### Classement
| Rang | Équipe                   | Pts | J | G | N | P | Bp | Bc | Diff |
| ---- | ------------------------ | --- | - | - | - | - | -- | -- | ---- |
| 1    | Diriangén FC             | 16  | 6 | 5 | 1 | 0 | 9  | 1  | +8   |
| 2    | Deportivo Walter Ferreti | 10  | 6 | 3 | 1 | 2 | 12 | 4  | +8   |
| 3    | Managua FC (en) (P)      | 8   | 6 | 2 | 2 | 2 | 5  | 3  | +2   |
| 4    | Real Madriz              | 0   | 6 | 0 | 0 | 6 | 0  | 18 | -18  |

| Légende : Qualifications et relégations | Légende : Qualifications et relégations |
| --------------------------------------- | --------------------------------------- |
|                                         | Qualifié pour la finale                 |
|                                         | (P) : Promu de la saison 2009-2010      |

#### Matchs
| Résultats (▼dom., ►ext.)                                   | Dir | Man | Mad | Wal |
| Diriangén FC                                               |     | 0-0 | 2-0 | 1-0 |
| Managua FC (en)                                            | 1-2 |     | 5-0 | 0-1 |
| Real Madriz                                                | 0-3 | 0-1 |     | 0-3 |
| Deportivo Walter Ferreti                                   | 0-1 | 1-1 | 4-0 |     |
| - Victoire à domicile - Match nul - Victoire à l'extérieur |     |     |     |     |

### Finale
| Match aller     | Deportivo Walter Ferreti | 1:0   | Diriangén FC | Stade Ol. de l'Ind. de Managua |                              |
| 6 décembre 2010 | Juan Barrera 77e         | (0:0) |              | Arbitrage : Franklin Jarquín   | Arbitrage : Franklin Jarquín |
| 6 décembre 2010 | Rapport                  |       |              | Arbitrage : Franklin Jarquín   | Arbitrage : Franklin Jarquín |

| Match retour     | Diriangén FC                        | 2:1   | Deportivo Walter Ferreti | Stade Cacique Diriangén   |                           |
| 12 décembre 2010 | Marcos Roman 41e · Remi Vanegas 88e | (2:0) | Denis Espinoza 65e       | Arbitrage : René Guerrero | Arbitrage : René Guerrero |
| 12 décembre 2010 | Rapport                             |       |                          | Arbitrage : René Guerrero | Arbitrage : René Guerrero |

## Tournoi Clausura
Le tournoi Clausura se déroule de la même façon que les tournois saisonniers précédents, en trois phases :
- La phase régulière : les quatorze journées de championnat.
- La seconde phase : les six journées de championnat supplémentaire.
- La finale : la confrontation aller-retour entre les deux meilleures équipes.

### Phase régulière
Lors de la phase régulière les huit équipes affrontent à deux reprises les sept autres équipes selon un calendrier tiré aléatoirement.
Les quatre meilleures équipes sont directement qualifiées pour la seconde phase.
Le classement est établi sur le barème de points classique (victoire à 3 points, match nul à 1, défaite à 0).
Le départage final se fait selon les critères suivants :
- Le nombre de points.
- La différence de buts générale.
- Le nombre de buts marqué.

#### Classement
| Rang | Équipe                   | Pts | J  | G | N | P | Bp | Bc | Diff |
| ---- | ------------------------ | --- | -- | - | - | - | -- | -- | ---- |
| 1    | Real Estelí FC (T)       | 28  | 14 | 8 | 4 | 2 | 22 | 11 | +11  |
| 2    | Diriangén FC             | 24  | 14 | 7 | 3 | 4 | 23 | 16 | +7   |
| 3    | Deportivo Walter Ferreti | 22  | 14 | 7 | 1 | 6 | 18 | 14 | +4   |
| 4    | Deportivo Ocotal (en)    | 21  | 14 | 6 | 3 | 5 | 24 | 26 | -2   |
| 5    | América Managua          | 20  | 14 | 6 | 2 | 6 | 24 | 20 | +4   |
| 6    | Managua FC (en) (P)      | 17  | 14 | 5 | 2 | 7 | 17 | 18 | -1   |
| 7    | Xilotepelt FC            | 14  | 14 | 3 | 5 | 6 | 18 | 27 | -9   |
| 8    | Real Madriz              | 9   | 14 | 1 | 6 | 7 | 11 | 25 | -14  |

| Légende : Qualifications et relégations | Légende : Qualifications et relégations                  |
| --------------------------------------- | -------------------------------------------------------- |
|                                         | Qualifié pour la seconde phase                           |
|                                         | (T) : Tenant du titre (P) : Promu de la saison 2009-2010 |

### Seconde phase
Lors de la seconde phase régulière les quatre équipes qualifiées affrontent à deux reprises les trois autres équipes selon un calendrier tiré aléatoirement.
Les deux meilleures équipes sont directement qualifiées pour la finale.
Le classement est établi sur le barème de points classique (victoire à 3 points, match nul à 1, défaite à 0).
Le départage final se fait selon les critères suivants :
- Le nombre de points.
- La différence de buts générale.
- Le nombre de buts marqué.

#### Classement
| Rang | Équipe                   | Pts | J | G | N | P | Bp | Bc | Diff |
| ---- | ------------------------ | --- | - | - | - | - | -- | -- | ---- |
| 1    | Real Estelí FC (T)       | 15  | 6 | 5 | 0 | 1 | 13 | 2  | +11  |
| 2    | Deportivo Walter Ferreti | 8   | 6 | 2 | 2 | 2 | 5  | 7  | -2   |
| 3    | Diriangén FC             | 5   | 6 | 1 | 2 | 3 | 4  | 8  | -4   |
| 4    | Deportivo Ocotal (en)    | 5   | 6 | 1 | 2 | 3 | 4  | 9  | -5   |

| Légende : Qualifications et relégations | Légende : Qualifications et relégations |
| --------------------------------------- | --------------------------------------- |
|                                         | Qualifié pour la finale                 |
|                                         | (T) : Tenant du titre                   |

#### Matchs
| Résultats (▼dom., ►ext.)                                   | Dir | Oco | Est | Wal |
| Diriangén FC                                               |     | 3-1 | 0-2 | 0-0 |
| Deportivo Ocotal (en)                                      | 0-0 |     | 0-1 | 3-0 |
| Real Estelí FC                                             | 2-0 | 5-0 |     | 2-0 |
| Deportivo Walter Ferreti                                   | 3-1 | 0-0 | 2-1 |     |
| - Victoire à domicile - Match nul - Victoire à l'extérieur |     |     |     |     |

### Finale
| Match aller | Deportivo Walter Ferreti  | 1:0   | Real Estelí FC | Stade Ol. de l'Ind. de Managua |  |
| 15 mai 2010 | Salvador García 51e (csc) | (0:0) |                |                                |  |
| 15 mai 2010 | Rapport                   |       |                |                                |  |

| Match retour | Real Estelí FC                                                 | 3:1   | Deportivo Walter Ferreti | Stade de l'Indépendance |  |
| 21 mai 2010  | Manuel Rosas 10e · José Antonio Flores 20e · Samuel Wilson 88e | (1:0) | Marlon Mancías 68e       |                         |  |
| 21 mai 2010  | Rapport                                                        |       |                          |                         |  |

## Classement cumulatif
| Rang | Équipe                       | Pts | J  | G  | N  | P  | Bp | Bc | Diff |
| ---- | ---------------------------- | --- | -- | -- | -- | -- | -- | -- | ---- |
| 1    | Diriangén FC                 | 50  | 28 | 15 | 5  | 8  | 52 | 33 | +19  |
| 2    | Real Estelí FC (C)           | 49  | 28 | 14 | 7  | 7  | 35 | 22 | +13  |
| 3    | Deportivo Walter Ferreti (C) | 49  | 28 | 15 | 4  | 9  | 44 | 32 | +12  |
| 4    | Managua FC (en) (P)          | 43  | 28 | 13 | 4  | 11 | 39 | 33 | +6   |
| 5    | Deportivo Ocotal (en)        | 34  | 28 | 9  | 7  | 12 | 41 | 49 | -8   |
| 6    | Real Madriz                  | 31  | 28 | 7  | 10 | 11 | 27 | 44 | -17  |
| 7    | América Managua              | 27  | 28 | 7  | 6  | 15 | 33 | 44 | -11  |
| 8    | Xilotepelt FC                | 27  | 28 | 6  | 9  | 13 | 35 | 49 | -14  |

| Légende : Qualifications et relégations | Légende : Qualifications et relégations                                              |
| --------------------------------------- | ------------------------------------------------------------------------------------ |
|                                         | Ligue des champions de la CONCACAF 2011-2012 (Tour préliminaire)                     |
|                                         | Qualifié pour le barrage de relégation en Segunda División                           |
|                                         | Relégué en Segunda División                                                          |
|                                         | (C) : Vainqueur d'un des deux tournois de l'année (P) : Promu de la saison 2009-2010 |

## Barrage de relégation
| Club            | Aller    | Retour   | Club               | Commentaire                  |
| América Managua | Non joué | Non joué | Chinandega FC (en) | Forfait de l'América Managua |

## Finale du championnat
| Match aller | Real Estelí FC   | 1:0   | Deportivo Walter Ferreti | Stade de l'Indépendance |  |
| 4 juin 2011 | Samuel Wilson 3e | (1:0) |                          |                         |  |

| Match retour | Deportivo Walter Ferreti             | 2:1 (a.p.) | Real Estelí FC   | Stade national Dennis Martínez |  |
| 12 juin 2011 | Marlon Mancía 5e · Ismael Reyes 112e | (1:1)      | Rudel Calero 96e |                                |  |

## Bilan du tournoi
| Tableau d'Honneur |                |
| Compétition       | Vainqueur      |
| Primera División  | Real Estelí FC |

| Qualifications continentales 2011-2012 |                |
| Ligue des champions                    | Qualifiés      |
| Tour Préliminaire                      | Real Estelí FC |

| Promotions et relégations   |                                     |
| Relégué en Segunda División | América Managua Xilotepelt FC       |
| Promu de Segunda División   | Chinandega FC (en) Juventus Managua |

## Statistiques

### Buteurs
| Rang | Nom             | Équipe                   | Buts |
| 1    | Herbert Cabrera | Diriangén FC             | 15   |
| 2    | Raúl Leguías    | Managua FC (en)          | 9    |
| 3    | Emilio Palacios | Xilotepelt FC            | 7    |
| 3    | Darwin Ramírez  | Diriangén FC             | 7    |
| 3    | Juan Barrera    | Deportivo Walter Ferreti | 7    |
| 6    | 3 joueurs       | 3 joueurs                | 6    |